# レオナルド・ロドリゲス・ペレイラ
レオナルド・ロドリゲス・ペレイラ（Leonardo Rodriguez Pereira、1986年9月22日 - ）は、ブラジル・エスピリトサント州ヴィラ・ヴェーリャ出身のサッカー選手。ポジションはミッドフィールダー。
Kリーグ時代の登録名はレオナルド（ハングル: 레오나르도）。

## 経歴

### クラブ
18歳でブラジルからギリシャへ渡り、AEKアテネなどで活躍した。
2012年、韓国・Kリーグクラシックの全北現代モータースへ完全移籍した。
2017年、UAE・アラビアン・ガルフ・リーグのアル・ジャジーラへ完全移籍した。背番号は「19」番。

## タイトル

### クラブ
AEKアテネFC
- キペロ・エラーダス：1回（2010-11）

全北現代モータース
- Kリーグクラシック：2回（2014、2015）

アル・ジャジーラ・クラブ
- アラビアン・ガルフ・リーグ：1回（2016-17）

### 個人
- Kリーグベストイレブン：1回（2013）